# Ірлявський Іван
Іван Ірлявський (справжнє ім'я та прізвище — Іван Іванович Рошко; 17 січня 1919, с. Ірлява, нині Ужгородський район — лютий 1942, ?) — український поет, журналіст, громадський діяч. Член Пласту в Закарпатті. Секретар Спілки письменників України  у місті Києві, близький співробітник Олени Теліги. Заарештований гестапо 9 лютого 1942 у Києві, невдовзі розстріляний.

## Життєпис

Іван Ірлявський

Іван Рошко народився 17 січня 1919 р. у с. Ірляві на Закарпатті.
Закінчив 6 класів народної школи у рідному селі, Мукачівську торговельну академію (1938). Працював у Підкарпатському банку в Ужгороді (1938). Один з активних творців Карпатської України (жовтень 1938 — березень 1939), член очолюваної Олегом Ольжичем літературно-мистецької громади «Говерля». Належав до молодіжної організації Пласт. 
У 1939 після окупації Карпатської України гортистською Угорщиною емігрував до Німеччини, потім до Чехословаччини. Працював у видавництві «Пробоєм» (1939—1941, Прага). Як член культурної референтури ОУН у 1941 році з першою похідною групою, очолюваною О. Ольжичем, прибув до Києва налагоджувати літературно-мистецьке життя. Займався організацією Спілки письменників в умовах підпілля, редагував літературно-мистецький двотижневик «Література і мистецтво» (додаток до щоденної газети «Українське слово», редактором якої був його земляк із Закарпаття Іван Рогач). 
Заарештований гестапо 9 лютого 1942, розстріляний у Бабиному Яру 21 лютого цього ж року після того як навідріз відмовився редагувати колишню патріотичну газету «Українське слово», але вже як профашистську. Доти, як йшлося в одній із передовиць Івана Рогача (21 жовтня 1941 року) газета дотримувалася ідеї: «Надійшов час, щоб ми знову випростали свою українську спину і ступили на дальший наш життєвий шлях твердою українською ходою, в якій відчуваються стопа і княжих дружинників, і козацьких предків, і всіх борців за краще українське майбутнє».

## Творчість
Автор поетичних збірок «Голос Срібної Землі» (1938), «Моя весна» (1940), «Вересень» (1941), «Брості» (1942). Усі збірки видані в Празі. Найповніше досі видання його поезії та публіцистики: Ірлявський І. Брості: твори / упорядкування, вступна стаття та примітки Д. М. Федаки. — Ужгород: Закарпаття, 2002. — 268 с. (Письменство Закарпаття).

## Вшанування пам'яті
12 квітня 2016 року голова Закарпатської ОДА Геннадій Москаль на честь Івана Ірлявського у селі Ірлява Ужгородського району перейменував вулицю В.Терешкової.
У місті Виноградів вулицю Вакарова перейменували на вулицю Івана Ірлявського.
У селищі Середнє вулицю Возз'єднання перейменували на Івана Ірлявського.
У селі Бобовище вулицю Вакарова перейменували на вулицю Івана Ірлявського.
У селі Лохово вулицю Вакарова перейменували на вулицю Івана Ірлявського.
У селі Страбичово вулицю Вакарова перейменували на вулицю Івана Ірлявського.
У селі Холмок вулицю Вакарова перейменували на вулицю Івана Ірлявського.